# Крылья (повесть)
«Крылья» Михаила Кузмина (1906) — первая в русской литературе повесть на гомоэротическую тематику. Её публикации был полностью посвящён 11-й номер журнала «Весы» за 1906 год.

## Сюжет
Ваня Смуров, петербургский студент из верхневолжской глубинки, чувствует влечение к своему преподавателю, Лариону Штрупу. Этот утончённый эстет прививает юноше культ искусства прошлых столетий, однако патетика разбивается о реальность, когда Ваня обнаруживает в доме Штрупа подобие гей-сауны. Чтобы разобраться в своих чувствах, он возвращается на лето в Верхневолжье, где грубоватая плотскость деревенских женщин и их проповеди о необходимости наслаждения своим телом в духе «Портрета Дориана Грея» (1890) толкают Смурова навстречу Штрупу. В третьей части повести читатель видит их путешествующими вместе по Италии в сопровождении князя Орсини, речи которого созвучны гедонистическому пафосу повести Андре Жида «Имморалист» (1902).
После смерти матери Ваню Смурова отправляют учиться в Петербург, где он живет в доме своих родственников Казанских. Там он знакомится с частым гостем семьи, Ларионом Штрупом — богатым и образованным полуангличанином, чья гомосексуальность является секретом Полишинеля.
Между Смуровым и Ларионом развивается дружба, в которой Штруп играет роль старшего наставника, знакомя Ваню с идеями классицизма и романтизма и своими взглядами на моральный статус красоты и чувственных удовольствий.
Смуров случайно подслушивает разговор, из которого узнает, что Штруп нанял к себе на службу Федора, бывшего работника мужских бань, оказывавшего их посетителям сексуальные услуги, которые также подразумеваются в числе его обязанностей перед Штрупом.
Разочарованный, Ваня обрывает контакт с Ларионом и уезжает по приглашению своего учителя греческого, Даниила Ивановича, в Италию. Во время этого своеобразного гран-тура Даниил Иванович, «очень знающий» Штрупа, делает предположение, что новая неприязнь Вани к тому мотивирована не «романтической щепетильностью», а ревностью к Фёдору.
Случайно встретив Штрупа во Флоренции, Ваня возобновляет с ним общение. Во время откровенного разговора Ваня признаёт, что его разрыв с ним был опрометчив и не обдуман. Ларион предлагает Смурову отношения, сравнивая принятие своей гомосексуальности с крыльями, которые «ещё одно усилие» и вырастут у Вани. В конце повести Смуров пишет записку Штрупу, в которой соглашается на его предложение.

## Истоки
В повести Кузмина, особенно в итальянской части, много автобиографического; повлиявший на автора каноник Мори, к примеру, выведен под собственным именем. Написана она во время пребывания летом 1905 г. в смоленском имении Юрия и Вадима Верховских — Щелканове. Образ Вани Смурова родился из мечтаний автора о разделяющем его мысли ученике-любовнике, своего рода двойнике:
Часто я думаю, что иметь друга, которого любил бы физически и способного ко всем новым путям в искусстве, эстета, товарища во вкусах, мечтах, восторгах, немножко ученика и поклонника, путешествовать бы по Италии вдвоём, смеясь, как дети, купаясь в красоте, ходить в концерты, кататься и любить его лицо, глаза, тело, голос, иметь его — вот было бы блаженство.
Повесть написана в новой для русской литературы импрессионистической манере, хотя её структура, очевидно, восходит к старинным образцам — философским «повестям о взрослении» XVIII века (как, например, «Кандид» Вольтера), а идейная проблематика перекликается с «Ардингелло» Гейнзе (1787).

## Отклики
Публикации «Крыльев» Брюсов отдал целый номер своего журнала (чего прежде никогда не делал) — и он был распродан рекордными темпами. Отдельное издание повести потребовало допечатки тиража. Издание повести, выпущенное в 1923 г. берлинским издательством «Петрополис», стало четвёртым по счёту.
Появление «Крыльев» вызвало оторопь в литературной среде. Максим Горький окрестил Кузмина «воинствующим циником», а Зинаида Гиппиус — «хулиганом». Андрей Белый отозвался о мотивах повести как о «тошнотворных». Лишь только Блок (в дневнике назвавший «Крылья» чудесными) отмечал, что идейное содержание книги Кузмина — далеко не главное в ней, ибо проза Кузмина замечательна преимущественно своими поэтическими достоинствами.
За шумом о «порнографии» никто из рецензентов, клеймивших автора, который дерзнул поднять запретную тему, не заметил, что, в сущности, Кузмин написал философский трактат, где нет ни мужских поцелуев, ни даже объятий, зато много «гоморомантических» разговоров в традиции платоновских диалогов. Собственно, и само название книги отсылает к «Федру».
Сирин (Набоков) спародировал «Крылья» в своей повести «Соглядатай» (1930), дав одному из главных героев имя Смуров, а его возлюбленной — мужское имя Ваня.

## Анализ
Отсутствие в «Крыльях» откровенных описаний физической страсти, отождествление эстетики и гомосексуальности, выраженное в монологе «Мы эллины» из первой части повести, в котором гомосексуалы представляются как избранная группа, освобожденная от «привязанности к плоти, к потомству, к семени» соответствуют репутации Кузмина как «короля эстетов». Романтизированное изображение отношений между Ваней и Штрупом, опосредованное литературой и искусством, представляет гомосексуальность как бунт против буржуазных социальных и сексуальных норм, перекликаясь с определением, данным Кузминым дендизму (в предисловии к книге Барбе д'Оревильи «Дендизм и Джордж Бреммель») как «бунту индивидуального вкуса против нивелировки и тирании моды».

## Экранизации
Режиссер Борис Юхананов в 1988—1989 гг. экранизировал «Крылья» в рамках масштабного видеоромана «Сумасшедший принц». Фильм «Крылья» распространялся на видеокассетах.